# Pterolophia lumawigi
Pterolophia lumawigi là một loài bọ cánh cứng trong họ Cerambycidae.